# Klaas Verplancke
Klaas Verplancke (Zwevegem, 21 juni 1964) is een Vlaams illustrator en auteur.

## Biografie
Verplancke is een van de bekendste Vlaamse illustratoren. Hij illustreert onder meer voor tijdschriften en maakt boeken voor alle leeftijden en genres. Hij won verscheidene belangrijke prijzen in binnen- en buitenland.
Hij studeerde publicitaire grafiek en fotografie aan het Sint-Lucas Instituut te Gent. Na zijn studies bevorderde hij de mentale en fysieke lenigheid van Belgische soldaten als vormgever van het militaire weekblad VOX. Later ging hij de reclame maken voor mayonaise, aambeienzalf en kiekendraad. Na een eindeloze reeks publicaties en boeken in 60 vertalingen is Klaas een internationaal veelgeprezen illustrator die nu en dan eens schrijft. Vaak om te lachen, soms ook ernstig maar elke dag beter dan gisteren.
Nadat hij met heel wat Vlaamse en Nederlandse auteurs had samengewerkt, begon Klaas Verplancke in 1996 zelf ook teksten te schrijven. Een echte doorbraak kwam er met Jot, een tijdloze parabel. Later volgde Wortels, in 2005 het dubbelboek Nopjes en Reusen in 2010 Appelmoes dat intussen in 14 talen werd vertaald. Een aantal van zijn eigen boeken werden ook bewerkt tot een theatervoorstelling.
In 2004 was Klaas als eerste Vlaming lid van de internationale jury van de Bologna Illustrators Exhibition. Samen met vier andere juryleden selecteerde hij 100 illustratoren wier werk tentoongesteld werd tijdens de internationale kinderboekenbeurs van Bologna.
Verplancke was ook een van de oprichters van de Vlaamse Illustratoren Club (VIC).
In 25 jaar ontwikkelde  Klaas Verplancke zich van een dienstbaar illustrator van jeugd- en prentenboeken tot een eigenzinnig beeldend auteur wiens beelden een eigen leven leiden naast de tekst. Het resulteerde in tentoonstellingen in binnen- en buitenland, en in een reeks bekroningen en nominaties, met als hoogtepunten de dubbele toekenning van de prestigieuze Bologna Ragazzi Award 2001 voor Ozewiezewoze en het zelfgeschreven Jot, de Boekenpauw (2003), twee Boekenwelpen, 10 opeenvolgende nominaties voor de Astrid Lindgren Memorial Award en een finaleplaats bij de Hans Christian Andersen Award for Illustration voor zijn gehele oeuvre (2005).
Bij een eerste, vluchtige blik mogen Verplanckes tekeningen en schilderijen erg verschillend van opzet en uitvoering lijken, ze tonen altijd de kwaliteiten die hem als illustrator en vormgever kenmerken: een humor die kan variëren van mild tot sardonisch, een poëtische verbeelding, een voorkeur voor het verbeelden van abstracte begrippen en universele emoties, en een dwarse, surrealistische kijk op de werkelijkheid. Hij gebruikt uiteenlopende technieken als scraperboard, acrylverf, collage, fotografisch materiaal, pen en potlood en computer.
"Illustreren is in eerste instantie een intellectuele oefening. Uit mijn verleden als artdirector in de reclamesector heb ik de techniek van het conceptueel visualiseren overgehouden. Hoe kan je emoties, gevoelens en wat we zien met gesloten ogen, verbeelden en verwoorden? Dat is in essentie de troost en de geruststelling die we zoeken in verhalen en beelden. Een creatie als spiegel van onszelf. Pas nadat een idee vorm heeft gekregen in mijn hoofd, ontstaat beeld op schetspapier. Vorm en techniek staan in dienst van de inhoud. Daarom heeft elk boek in mijn oeuvre een andere ‘look‘. Mijn stijl is geen manier van tekenen of schilderen, maar een manier van denken. In alle prenten verwerk ik een vorm van humor, als een soort visuele grap, want illustratie is communicatie en een glimlach opent alle deuren. Humor heeft vele gezichten en kan ook pijnlijk of ontnuchterend zijn. Ik schrijf met beelden en woorden, de vorm (tekst of beeld), maakt mij niet uit. De essentie is het verhaal."
In maart 2024 mocht hij de voorpagina van het populaire Amerikaanse tijdschrift The New Yorker illustreren. Hij is pas de vijfde Belg die hiervoor uitgekozen werd. Na twee jaar en een tweehonderdtal ingestuurde tekeningen werd Verplancke hiervoor aangezocht.